# Пограничные егеря Финляндии
Пограничные егеря (фин. Rajajääkäri) — войсковая структура пограничной охраны Финляндии. В ней проходят военную подготовку солдаты-срочники, которых кроме прочего учат навыкам разведчиков, диверсантов и партизан в военное время. Каждый год чуть менее 500 молодых граждан Финляндии, призванных на срочную военную службу, изъявивших желание служить пограничными егерями и прошедших конкурсный отбор, зачисляются в это подготовительное подразделение, где в течение срока срочной службы получают элитную подготовку и отправляются в запас. В случае войны они отзываются из запаса и направляются на фронт.
Для поступления и службы в пограничных егерях требуется хорошая физическая подготовка.
На конец 2008 года войсковая структура пограничных егерей включала три батальона (фин. komppania):
- батальон пограничной и береговой охраны в Иматра, базирующийся на территории пограничной и морской патрульной школы в Иматра;
- батальон пограничных егерей в Онттола, провинция Северная Карелия;
- батальон пограничных егерей в Ивало, провинция Лаппи.

Четвёртый батальон, находившийся в Каяни, был сокращен и расформирован.
Срок подготовки в батальонах пограничных егерей — 6 и 9 месяцев, для унтер-офицеров — до 12 месяцев. В пограничные егеря принимают и женщин — каждый год до 10 человек, они проходят службу в батальоне Онттолы.